# بوريس كوزنيتسوف (ملاكم)
بوريس كوزنيتسوف (بالروسية: Кузнецов, Борис Георгиевич)‏ (23 فبراير 1947 – 2 مايو 2006) هو ملاكم من الاتحاد السوفيتي راحل، مثّل بلاده في الألعاب الأولمبية الصيفية 1972.

## روابط خارجية
بوريس كوزنيتسوف على موقع أوليمبيديا (الإنجليزية)